# Філліпс (Оклахома)
Філліпс (англ. Phillips) — місто (англ. town) в США, в окрузі Коул штату Оклахома. Населення — 122 особи (2020).

## Географія
Філліпс розташований за координатами 34°30′15″ пн. ш. 96°13′20″ зх. д. / 34.50417° пн. ш. 96.22222° зх. д. (34.504221, -96.222227).  За даними Бюро перепису населення США в 2010 році місто мало площу 1,35 км², з яких 1,34 км² — суходіл та 0,01 км² — водойми.

## Демографія
Згідно з переписом 2010 року, у місті мешкало 135 осіб у 51 домогосподарстві у складі 34 родин. Густота населення становила 100 осіб/км².  Було 61 помешкання (45/км²).
Расовий склад населення:
| - 61,5 % — білих - 25,9 % — корінних американців - 4,4 % — осіб інших рас |

До двох чи більше рас належало 8,1 %. Частка іспаномовних становила 5,9 % від усіх жителів.
За віковим діапазоном населення розподілялося таким чином: 28,1 % — особи молодші 18 років, 54,1 % — особи у віці 18—64 років, 17,8 % — особи у віці 65 років та старші. Медіана віку мешканця становила 37,2 року. На 100 осіб жіночої статі у місті припадало 110,9 чоловіків;  на 100 жінок у віці від 18 років та старших — 98,0 чоловіків також старших 18 років.
Середній дохід на одне домашнє господарство  становив 45 839 доларів США (медіана — 27 250), а середній дохід на одну сім'ю — 56 732 долари (медіана — 41 250). За межею бідності перебувало 15,5 % осіб, у тому числі 0,0 % дітей у віці до 18 років та 47,1 % осіб у віці 65 років та старших.
Цивільне працевлаштоване населення становило 38 осіб. Основні галузі зайнятості: транспорт — 23,7 %, виробництво — 15,8 %, освіта, охорона здоров'я та соціальна допомога — 15,8 %.